# Себієшть
Себієшть, Себієшті (рум. Săbiești) — село у повіті Димбовіца в Румунії. Адміністративно підпорядковане місту Рекарі.
Село розташоване на відстані 38 км на північний захід від Бухареста, 35 км на південний схід від Тирговіште, 108 км на південь від Брашова.

## Населення
За даними перепису населення 2002 року у селі проживали 524 особи, усі — румуни. Усі жителі села рідною мовою назвали румунську.